# 7985 Nedelcu
7985 Nedelcu è un asteroide della fascia principale. Scoperto nel 1981, presenta un'orbita caratterizzata da un semiasse maggiore pari a 2,3314318 UA e da un'eccentricità di 0,1456912, inclinata di 3,04008° rispetto all'eclittica.
L'asteroide è dedicato al ricercatore rumeno Dan Alin Nedelcu.